# Rouen Huskies
Die Rouen Huskies sind ein Baseball- und Softballteam aus Rouen, der Hauptstadt der Normandie. Der Verein wurde im Jahr 1976 gegründet und gehört mit 13 Meisterschaftstiteln in der Division Élite zu den erfolgreichsten französischen Baseballvereinen.

## Geschichte
Die Rouen Huskies wurden im März 1976 von Pierre Yves Rolland, Xavier Rolland, Marcel Brihiez und Charles Michel Do Marcolino gegründet. Xavier Rolland war der erste Präsident des Vereins. Nachdem der Verein in den ersten Jahren aufgrund fehlender Sponsoren unter finanziellen Schwierigkeiten litt und auch sportlich nur wenige Erfolge feiern konnte, begann im Jahr 2001 unter dem neuen Manager Sylvain Virey und mit einem neu aufgestellten Kader eine lang anhaltende Erfolgsphase. Im Jahr 2003 feierte das Team seinen ersten Meisterschaftstitel in der Division Élite und spielt seitdem ununterbrochen in der Tabellenspitze der französischen Liga mit. In den Jahren 2005 bis 2017 gewannen die Rouen Huskies mit nur einer Ausnahme (2014) durchgehend die französische Meisterschaft. Im Jahr 2016 konnte das Team zudem den CEB Cup für sich entscheiden und sich damit für den CEB European Cup, den höchsten europäischen Klubpokal im Baseballsport, qualifizieren.

## Erfolge
- Division Élite Titel
  - 2003
  - 2005–2013 (9× in Folge)
  - 2015–2017 (3× in Folge)

- Challenge of France Titel
  - 2002
  - 2007
  - 2009
  - 2011
  - 2012
  - 2013
  - 2015
  - 2016
  - 2018

- CEB Cup Titel
  - 2016